# Louis Gardiol
Pour les articles homonymes, voir Gardiol (homonymie).
Louis Gardiol. né le 23 septembre 1879 à Comps (Var) et mort le 7 septembre 1946 à Riez (Basses-Alpes), est un homme politique français.

## Biographie
Médecin à Riez à partir de 1904, il devient rapidement maire de cette ville, puis conseiller général des Basses-Alpes, sous l'étiquette radicale-socialiste. 
Il participe à la Première Guerre mondiale comme médecin militaire, et en ressort pacifiste convaincu. Il adhère en 1919, à la SFIO, puis, après le congrès de Tours, suit sa fédération départementale qui rejoint le Parti communiste. Il en est cependant exclu, avec une bonne partie des adhérents de son département, début 1924, et participe à la reconstruction de la SFIO.
Il est élu député en août 1924, lors d'une partielle organisée à la suite du décès de Frédéric Aillaud. Il bat à cette occasion Paul Reynaud qui tente de retrouver son siège perdu lors des élections générales. Il sera ensuite réélu à chaque élection jusqu'à la fin de la troisième république.
Pour avoir voté pour les pleins-pouvoirs au maréchal Pétain en 1940, il est exclu de la SFIO à la Libération et cesse toute vie politique.